# Simca

Historisches Simca-Logo

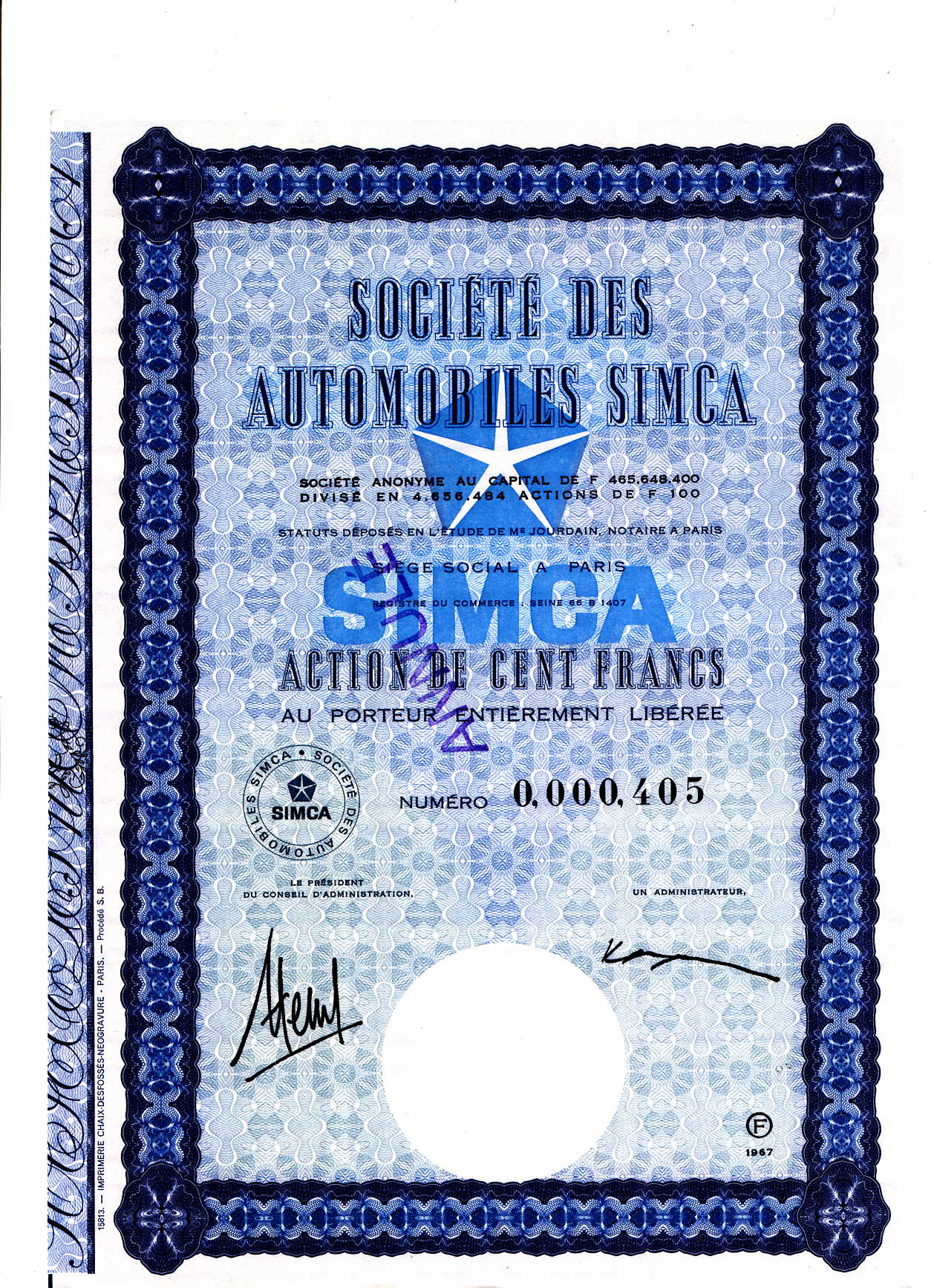
Aktie der Automobiles Simca

Die Société Industrielle de Mécanique et Carrosserie Automobile (SIMCA) war ein französischer Automobilhersteller. Das Unternehmen wurde 1934 gegründet, um Fiat-Fahrzeuge in Lizenz in Frankreich herzustellen. Nach dem Zweiten Weltkrieg kamen eigene Modelle hinzu. Später übernahm Simca Automobiles Talbot, und es begann eine Zusammenarbeit mit Chrysler, die 1971 in eine Übernahme durch den US-amerikanischen Hersteller mündete. Nach der Übernahme 1978 durch Peugeot wurde die Marke Simca aufgegeben.

## Geschichte
SIMCA wurde 1934 von Henri Théodore Pigozzi gegründet und fertigte ab 1935 in Nanterre bei Paris Fiat-Fahrzeuge in Lizenz: Zunächst den Fiat 500 Topolino, der in Frankreich als Simca 5 vertrieben wurde, dann bis 1950 weitere Modelle, Simca 8 und Simca 6. Fiat erhielt für die Lizenzen Anteile an Simca.
Während des Zweiten Weltkriegs baute Simca im Auftrag der deutschen Besatzungsmacht unter anderem Teile für das NSU-Kettenkrad.
1952 übernahm Simca die Traktorenproduktion von MAP. 1954 übernahm Simca von Ford Frankreich das Automobilwerk Poissy bei Paris und baute dieses bis 1957 zur damals modernsten Automobilfabrik in Europa um. Ford erhielt beim Verkauf der französischen Tochtergesellschaft mitsamt ihren französischen Modellen im Gegenzug 15 % der Simca-Aktien. Die bisherigen Ford-Modelle Vedette und Comète liefen von da an unter dem Namen Simca Vedette und Simca Comète Monte Carlo weiter vom Band. Der LKW Ford Cargo F798WM wurde ab 1955 zum Simca Cargo (Matford F917WS). Der Simca Comète Monte Carlo wurde bereits ein Jahr später eingestellt, die Vedette – auch als Chambord, Marly und Présidence angeboten – wurde bis 1961 in Frankreich als großes Simca-Modell der Luxusklasse gefertigt. In Brasilien lief die Modellreihe anschließend bis zum Ende der 1960er Jahre vom Band. Durch den Kauf des Werkes Poissy und die zusätzliche Produktion der ehemaligen Ford-Modelle verdrängte Simca Peugeot vom dritten Platz der französischen Automobilhersteller und nahm nach Renault einen Platz neben Citroën ein. Die Lastwagenfabrik wurde in Zusammenarbeit mit Unic betrieben.
In den 1950er Jahren brachte Simca eigene Baureihen wie Simca Aronde (1951) und Simca Ariane (1957) heraus, ihnen folgten der Simca 1000 (1961) mit Heckantrieb, ab 1963 die 1300/1500er Baureihen, sowie der Simca 1100 (1967), der erste Simca mit quer eingebautem Frontmotor und Frontantrieb.
1958 kaufte Chrysler USA die noch von Ford USA gehaltenen 15 % der Simca-Aktien auf. Ebenso übernahm Chrysler Unic und gliederte diese als Nutzfahrzeugsparte von Simca ein, somit wurden die LKW-Modelle aus Frankreich nur noch als Unic vertrieben. Simca-Chrysler übernahm 1959 Talbot-Lago. Im selben Jahr gründeten Simca und Fiat ein Joint-Venture mit der marokkanischen Regierung: die Société Marocaine de Construction Automobile. In Marokko sollten insgesamt mehr als 50.000 Einheiten der Baureihen 1000, 1100 und 1300/1500 produziert werden. Bis 1971 vergrößerte Chrysler seinen Anteil an Simca auf knapp 100 %, die man größtenteils von Fiat übernahm. Das Unternehmen nannte sich nun offiziell Chrysler Europe, der Markenname Simca wurde jedoch beibehalten.
1978 wurde Simca an Peugeot verkauft. Peugeot führte die Modellreihen noch bis 1986 unter dem Markennamen Talbot fort. Aus dem Simca-Chrysler-Nachlass gingen zahlreiche neue Modelle hervor, u. a. der Peugeot 309, welcher als Peugeot-Projekt als Nachfolger des Talbot Horizon gedacht war und in der Vorserien-Version von der Presse den Namen Arizona bekam. In Zusammenarbeit mit Matra und den Erfahrungen von Chrysler auf diesem Gebiet (Chrysler Voyager) war eine Großraumlimousine entwickelt worden, die jedoch nicht von Peugeot übernommen wurde. Hieraus entstand der Renault Espace.

## Modelle

### Simca-Fiat
- 6cv (1932–1937) (Version des Fiat 508 Balilla)
- 11cv (1934–1937) (Version des Fiat 518 Ardita)

### Simca
- Simca 5 (1936–1948) (unter Lizenz gebauter Fiat 500; gebaut in Nanterre)
- Simca 8 (1937–1951) (Version des Fiat 508C oder Fiat 1100)
  - Simca 8 Coupé (1939)
  - Simca 8-1200 (1949–1951)
  - Simca 8-1200 Cabrio (1949–1951)
  - Simca 8 Sport Coupé/Cabrio (1949–1952)
- Simca 6 (1948–1950) (unter Lizenz gebaute Variante des Fiat 500C)
  - Simca 6 Decapotable (1947–1950)

- Simca 9/Aronde (1951–1964)
  - Simca 9 (1. Generation)
    - Simca 9 Sport Coupé (1951–1955)
    - Simca 9 Sport (1952–1955)
    - Simca Aronde 1200 (1951–1955)

  - Simca Aronde (2. Generation 60A)
    - Simca Aronde 1300 (1956–1959)
    - Simca Aronde Coupé (1956–1960)
    - Simca Aronde Oceane (1956–1962)

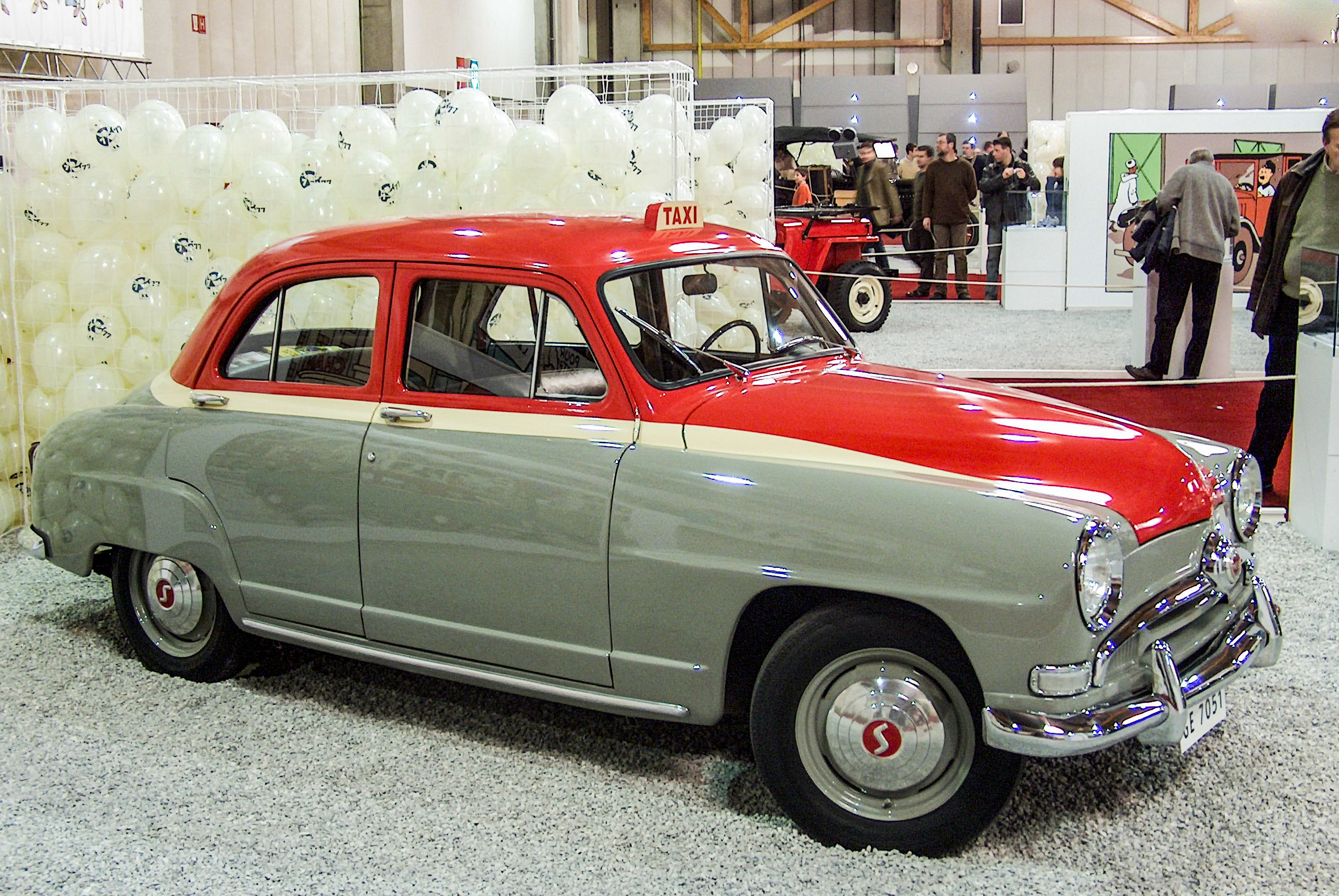
Simca Aronde (1954)

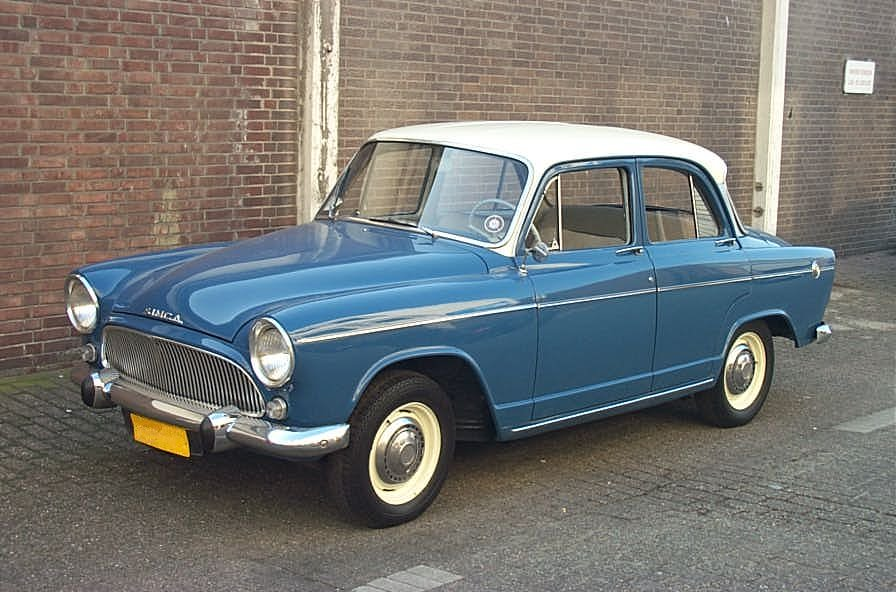
Simca Aronde P60 Elysée (1961)

    - Simca Aronde Commerciale (1956–1960)
    - Simca Aronde Plein Ciel (1956–1962)
    - Simca Aronde Monaco Coupé (1958–1962)

  - Simca Aronde (3. Generation P60)
    - Simca Aronde P.60 (1959–1963)
    - Simca Aronde Ranch P.60 (1960–1963)
    - Simca Aronde Montlhery (1959–1963)

- Simca Fulgur (1958)

- Simca Vedette (1955–1962)
  - Régence
  - Versailles
  - Trianon
  - Marly (Break) (1956–1962)
  - Présidence (1959–1960)
  - Chambord
  - Beaulieu (1957–1961)
- Simca Ariane (1957–1963)
  - Ariane 8 (1957–1960)

- Simca 1000 (1961–1978)
  - Simca 1000 (1961–1968)
  - Simca Abarth 1150 (1962–1963)

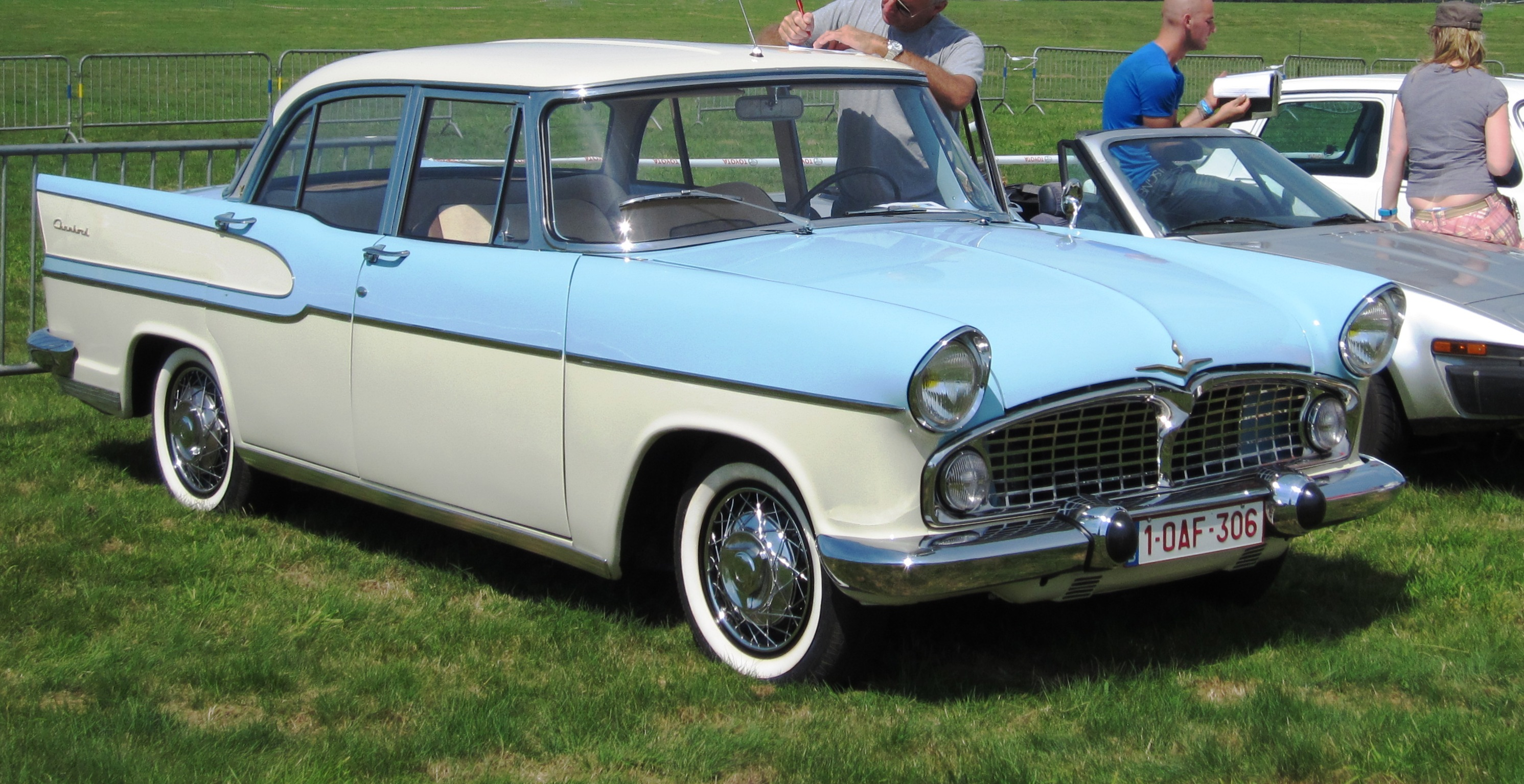
Simca Vedette Chambord (1960)

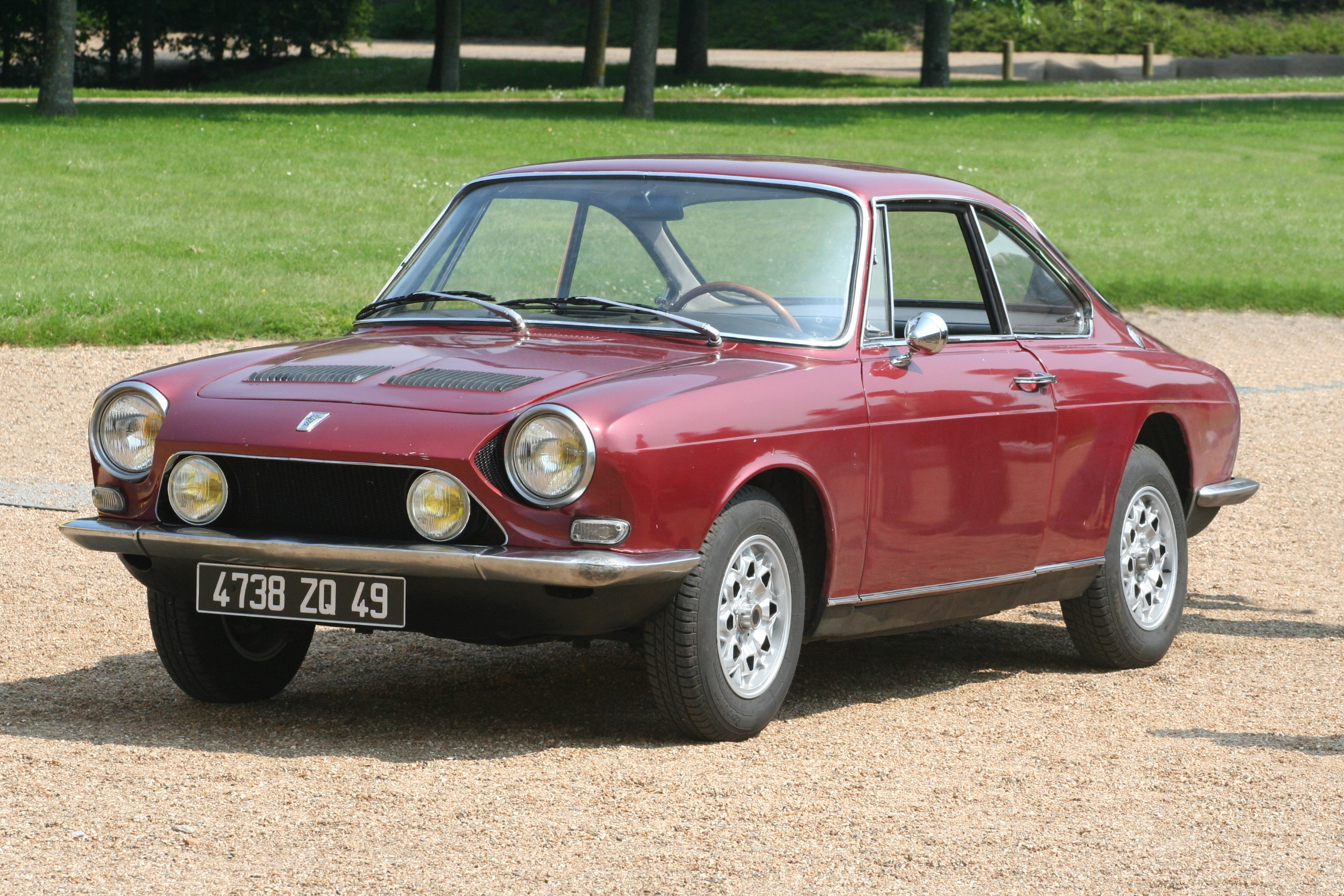
Simca 1200 S Coupé (1967)

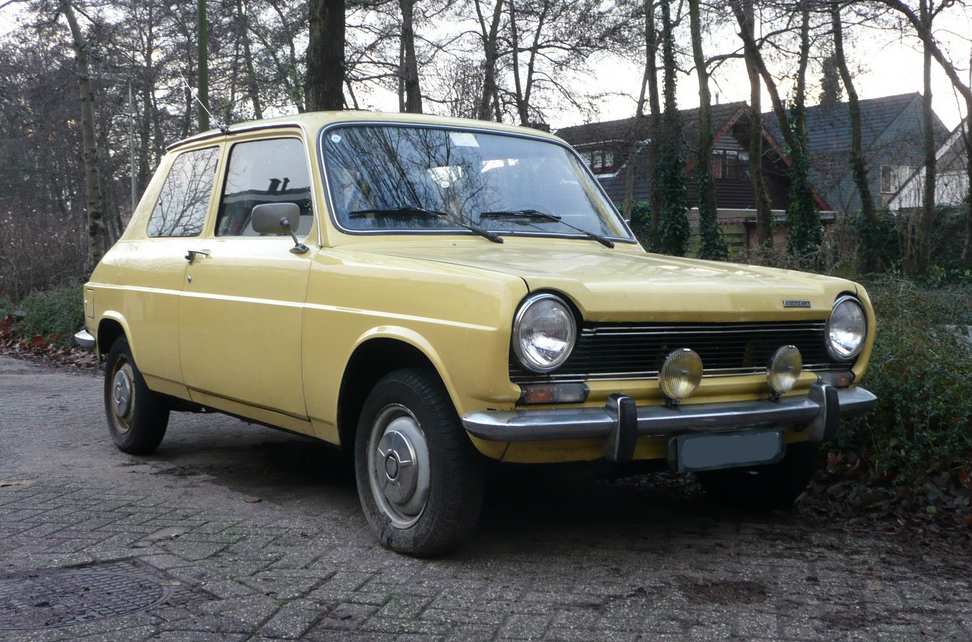
Simca 1100 LS (1974)

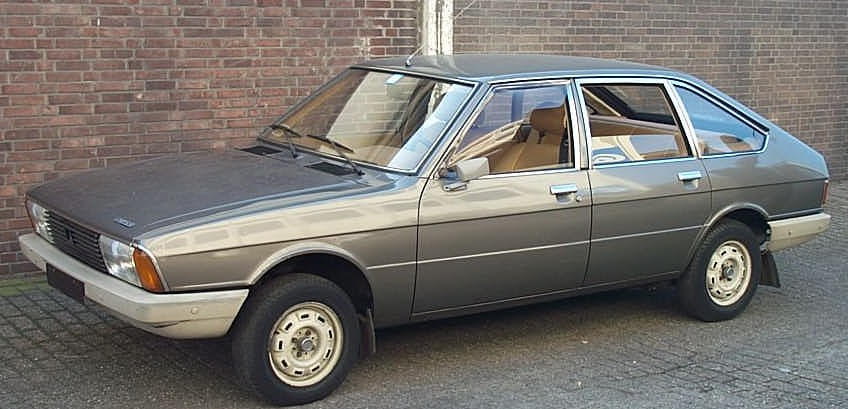
Simca 1307 GLS (1978)

  - Simca 1000 Coupé Bertone (1962–1967)
  - Simca 1200 S Coupé Bertone (1967–1971)
  - Simca 4 CV (1969–1972)
  - Simca 1000 GL/1005 LS (1977)
  - Simca 1000 Spécial (1969)
  - Simca 1006 GLS (1977)
  - Simca 1000 Rallye (1970–1971)
  - Simca 1000 Rallye 1 (1972)
  - Simca 1000 Rallye 2 (1973)
  - Simca 1000 Rallye 3 (1978)
- Simca 1300-1500-1301-1501 (1963–1976)
  - Simca 1300-1500 (1963–1967)
  - Simca 1301-1501 (1967–1976)
  - Simca 1501 Tourisme´ (1967–1970)
- Simca 1100 (1968–1985)
  - Simca 1100 5 CV (1969)
  - Simca 1100 Spécial (1971)
  - Simca 1100 Spécial 2. Version (1972)
  - Simca 1100 TI (1974)
  - Simca 1100 (1975)
  - Fourgonnettes VF1, VF2 und VF3 (Citylaster)

### Chrysler-Simca
- 160/160 GT/180/2L (1970–1981)
  - 160 (1970–1976)
  - 160 GT (1970–1973)
  - 180 (1970–1976)
  - 1609 (1976–1981)
  - 1610 (1976–1981)
  - 2 Litres (1973–1981)

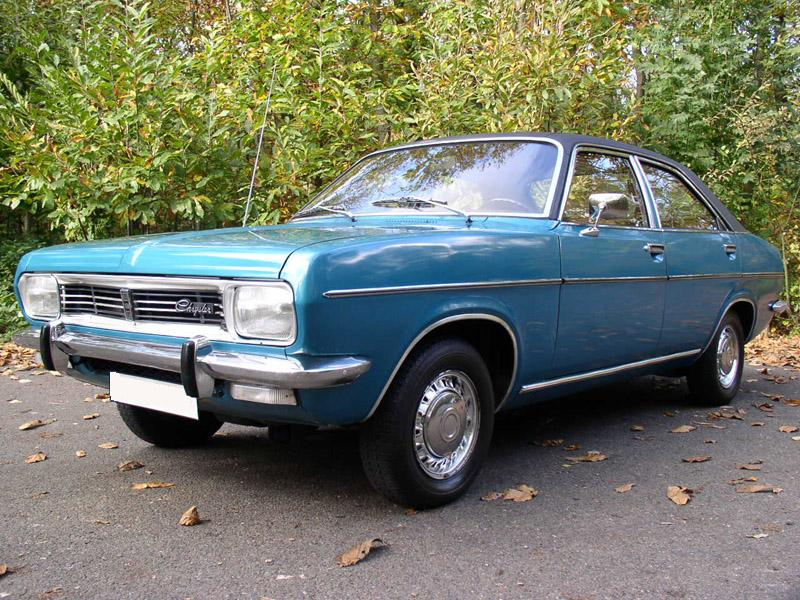
Chrysler 160 (1970)

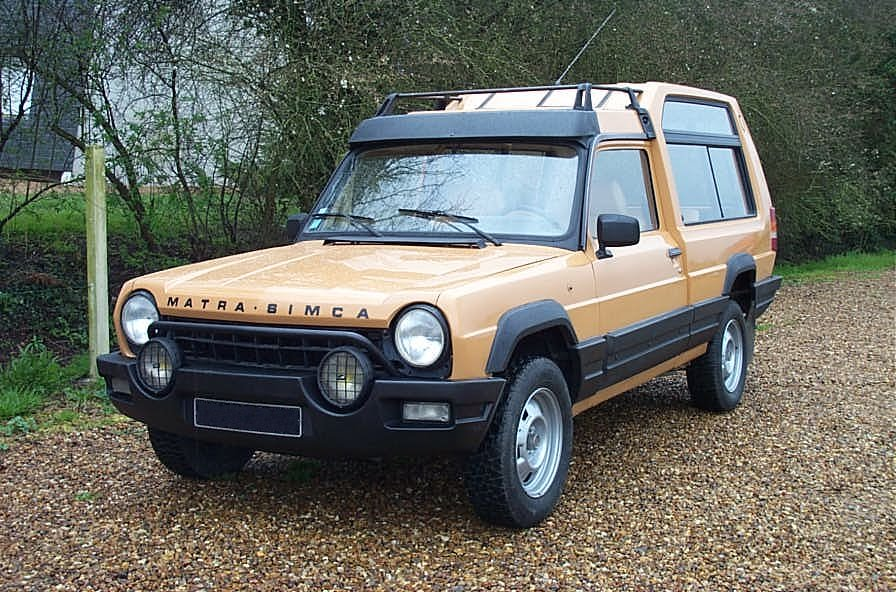
Matra-Simca Rancho (1977)

- Simca 1307/1308/Talbot 1510/Solara (1976–1986)
  - 1307, 1308, Alpine (1976–1984)
  - Talbot 1510/Solara (1979–1986)

### Matra-Simca/Talbot-Matra
- Matra-Simca Bagheerea / Talbot-Matra Bagheera (1973–1980)
- Matra-Simca Rancho / Talbot-Matra Rancho (1977–1983)
- Talbot-Matra Murena (1980–1984)

### Talbot
- Talbot Sunbeam (1977–1981)
  - 930/1300/1600/1600Ti/Lotus 16V
- Talbot Horizon (1978–1986)
  - LS/GL/EX/GLS/SX/Diesel
- Talbot Solara (1980–1986)
- Talbot Tagora (1980–1983)
- Talbot Samba (1981–1986)

## Verwendung von Simca-Technik durch andere Unternehmen
Vielfach nutzten auch andere Automobilunternehmen Motoren, Fahrwerkskomponenten und/oder Karosserien von Simca für grundlegend überarbeitete oder eigene Fahrzeugmodelle. In enger Kooperation mit Simca nutzte der französische Hersteller Gordini in seinen Anfängen von 1935 bis 1951 umfassend Simca-Technik für Sportwagen bis hin zu Grand-Prix-Rennwagen, zum Teil auch noch nach dem Ende der offiziellen Partnerschaft. Im ebenfalls französischen Symetric-Arbel fand zwischen 1951 und 1958 ein Simca-Motor Verwendung, der die Elektromotoren für den Antrieb speiste.
Im Jahr 1963 präsentierte die Carrozzeria Sibona-Basano aus Turin den Simca Cerbiatto, einen zweisitzigen Spider auf Basis des Simca 1000, sowie den Simca Mistral 1500, ein 2 + 2-sitziges Cabriolet auf Basis des Simca 1300/1500, die jedoch vermutlich nur Einzelstücke blieben. Der italienische Automobilhersteller Abarth baute von 1963 bis 1965 mit der grundlegend überarbeiteten Technik und der Serienkarosserie des Simca 1000 in größerer Serie den Simca Abarth 1150 / 1150 S / 1150 SS / 1150 Corsa. Von 1962 bis 1966 entstanden auf der modifizierten Bodengruppe inklusive Fahrwerkskomponenten des Simca 1000 die Rennsportcoupés Abarth Simca 1300 GT / 1600 GT / 2000 GT in vermutlich größeren zweistelligen Stückzahlen mit Leichtmetallkarosserien der Carrozzeria Beccaris und der Carrozzeria Sibona-Basano. Mit der gleichen Simca-Basis entstanden ferner die Rennsportcoupés Abarth 1300OT / 1600OT / 2000OT mit Kunststoffkarosserien von Sibona-Basano, von denen 1965/1966 insgesamt 50 Exemplare gebaut worden sein sollen.
Auch der französische Hersteller Chappe et Gessalin nutzte die Bodengruppe und den Antrieb des Simca 1000 für seine sportlichen Coupés und Cabriolets CG Spider 1000 / Sport 1000 / 1200 S von 1966 bis 1974. Ein weiteres Beispiel für die Nutzung der Bodengruppe und des Antriebs des Simca 1000 stellt der 1970 präsentierte Beach Buggy Shake von Bertone dar.